# アンソニー・ハミルトン (格闘家)
アンソニー・ハミルトン（Anthony Hamilton、1980年4月14日-）は、アメリカ合衆国の総合格闘家。ワシントン州ケント出身。ジャクソンズMMA所属。

## 背景
ワシントン州ケント出身で、レスリングとフットボールをしながら育ち、ケントウッド高校を卒業した。その後、ハイラインカレッジに進学し、レスリングでNJCAAのオールアメリカンを獲得した。後にセントラル・ワシントン大学に進学した。

## 総合格闘技のキャリア

### 初期のキャリア
ハミルトンは、2010年10月にプロ転向するまで、アマチュアで無敗であった。UFCと契約する前にMaximum Fighting Championshipに参戦し、2013年10月4日のMFC 38でSmealinho Ramaを破り、初代ヘビー級チャンピオンとなった。2014年1月17日のMFC 39でThe Ultimate Fighter: Heavyweightsに出場したダリル・スクーノヴァーを破り、1度防衛した。2014年初めにUFCと契約した。

### UFC
2014年6月28日、UFC Fight Night: Swanson vs. Stephensでアレクセイ・オレイニクを相手にUFCデビュー戦を戦い、ネッククランクで敗れた。
2015年12月6日、UFC 181で、トッド・ダフィーに1ラウンドKOされた。
2016年12月9日、UFC Fight Night: Lewis vs. Abdurakhimovでフランシス・ガヌーと対戦し、1ラウンドでキムラロックで一本負けを喫した。
2017年10月21日、UFC Fight Night: Cowboy vs. Tillでアダム・ウィチョレクとの対戦が組まれたが、前日計量の際に、地元サッカーチームレヒア・グダニスクの暴力的なウルトラス数名が現れたため、「安全上の懸念」から試合は中止された。ウィチョレクはレヒア・グダニスクのライバルチームであるルフ・ホジューフのサポーターであった。このため両対戦者は1か月後のUFC Fight Night: Werdum vs. Tyburaに延期となったが、この試合を、ハミルトンは0-3の判定で敗れた
。

## 戦績
| 総合格闘技 戦績 | 総合格闘技 戦績 | 総合格闘技 戦績 | 総合格闘技 戦績 | 総合格闘技 戦績 | 総合格闘技 戦績 | 総合格闘技 戦績 |
| --------------- | --------------- | --------------- | --------------- | --------------- | --------------- | --------------- |
| 27 試合         | (T)KO           | 一本            | 判定            | その他          | 引き分け        | 無効試合        |
| 18 勝           | 8               | 2               | 8               | 0               | 0               | 0               |
| 9 敗            | 4               | 3               | 2               | 0               | 0               | 0               |

| 勝敗 | 対戦相手                   | 試合結果                       | 大会名                                      | 開催年月日     |
| ○    | ジャレド・トージソン       | 5分3R終了 判定3-0              | CageSport 55                                | 2019年2月9日   |
| ○    | ディラン・ポーター         | 5分3R終了 判定3-0              | Dominate FC 2                               | 2018年9月15日  |
| ○    | Randy Zarza                | 2R 1:49 リアネイキッドチョーク | COGA 61 - Rumble on the Ridge 41            | 2018年4月21日  |
| ×    | アダム・ウィチョレク       | 5分3R終了 判定0-3              | UFC Fight Night: Werdum vs. Tybura          | 2017年11月19日 |
| ×    | ダニエル・スピッツ         | 1R 0:24 TKO（パンチ）          | UFC Fight Night: Rockhold vs. Branch        | 2017年9月16日  |
| ×    | マルセル・フォルトゥナ     | 1R 3:10 KO（パンチ）           | UFC Fight Night: Bermudez vs. Korean Zombie | 2017年2月4日   |
| ×    | フランシス・ガヌー         | 1R 1:57 キムラロック           | UFC Fight Night: Lewis vs. Abdurakhimov     | 2016年12月9日  |
| ○    | ダミアン・グラボウスキー   | 1R 0:14 KO（パンチ）           | UFC 201: Lawler vs. Woodley                 | 2016年7月30日  |
| ×    | シャミル・アブドゥラヒモフ | 5分3R終了 判定0-3              | UFC Fight Night: Cowboy vs. Cowboy          | 2016年2月21日  |
| ○    | ダニエル・オミェランチェク | 5分3R終了 判定3-0              | UFC Fight Night: Gonzaga vs. Cro Cop 2      | 2015年4月11日  |
| ×    | トッド・ダフィー           | 1R 0:33 KO（パンチ）           | UFC 181: Hendricks vs. Lawler 2             | 2015年12月6日  |
| ○    | ルアン・ポッツ             | 2R 4:17 TKO（パンチ）          | UFC 177: Dillashaw vs. Soto                 | 2015年8月30日  |
| ×    | アレクセイ・オレイニク     | 1R 2:18 袈裟固                 | UFC Fight Night: Swanson vs. Stephens       | 2014年6月28日  |
| ○    | ダリル・スクーノヴァー     | 5分5R終了 判定3-0              | MFC 39                                      | 2014年1月17日  |
| ○    | Smealinho Rama             | 2R 0:12 KO（ハイキック）       | MFC 38                                      | 2013年10月4日  |
| ○    | Matt Kovacs                | 1R 2:14 TKO（パンチ）          | CageSport 26                                | 2013年8月24日  |
| ○    | ウィル・コーシェーヌ       | 1R 1:37 腕ひしぎ十字固め       | Rumble on the Ridge 27                      | 2013年3月16日  |
| ○    | ビル・ワイルダー           | 1R 0:38 TKO（パンチ）          | CageSport 22                                | 2012年12月1日  |
| ○    | マイク・リデル             | 1R 0:07 KO（パンチ）           | Rumble on the Ridge 26                      | 2012年11月3日  |
| ×    | ファビアーノ・シェルナー   | 1R 2:02 肩固め                 | SportFight 31: Battle at the Bay 2          | 2012年8月4日   |
| ×    | ウォルト・ハリス           | 1R 1:15 KO（パンチ）           | SCC 4: Grove vs. Silva                      | 2012年2月16日  |
| ○    | Matt Kovacs                | 2R N/A TKO（パンチ）           | Rumble on the Ridge 21                      | 2011年12月10日 |
| ○    | ラス・サイラス             | 5分3R終了 判定3-0              | MFC 38                                      | 2011年10月15日 |
| ○    | ジョシュ・ベネット         | 3R 3:33 TKO（パンチ）          | Rumble on the Ridge 19                      | 2011年8月27日  |
| ○    | ヘスス・ロドリゲス         | 5分3R終了 判定3-0              | Rumble on the Ridge 18                      | 2013年3月16日  |
| ○    | ジャレッド・トージソン     | 5分3R終了 判定3-0              | CageSport 13                                | 2011年2月19日  |
| ○    | カイル・ウェルチ           | 5分3R終了 判定3-0              | CageSport 12                                | 2010年10月2日  |

## 獲得タイトル
- MFCヘビー級王座（2013年）